# Pragmática Sanção de Bourges
A Pragmática Sanção de Bourges, ou, na sua forma portuguesa, de Burges, emitida pelo rei da França Carlos VII em 7 de julho de 1438, exigia que um concílio geral da Igreja, com autoridade superior à do Papa, fosse realizado a cada dez anos. Requeria também que os cargos eclesiásticos fossem eletivos e não apontamentos feitos pelo pontífice, proibia o Papa de conceder benefícios (e de lucrar com eles), além de limitar a capacidade de apelo a Roma. O rei aceitou e referendou muitos dos decretos emitidos no conturbado Concílio de Basileia quando lhes eram benéficos, mas sem porém endossar os esforços dos bispos ali reunidos de coagir o Papa Eugênio IV.
A Igreja gálica declarou praticamente uma independência administrativa da Igreja de Roma, suprimiu o pagamento das anatas e proibiu a intervenção papal na instauração dos prelados franceses. Ainda que isto tenha resultado numa perda de poder papal na França, o movimento dos conciliaristas em si foi dividido. Em 1449, o Concílio de Basileia foi dissolvido definitivamente e o movimento conciliarista sofreu um golpe quase fatal.
Os papas, especialmente Pio II, trabalharam muito para repelir a pragmática sanção ao mesmo tempo em que a coroa francesa se utilizava de promessas de repeli-la para conseguir políticas papais que lhe favorecem. A sanção foi eventualmente repelida por acordos realizados entre as partes, especialmente a Concordata de Bolonha, de 1516.